# Guld från Berlin
Guld från Berlin (eng. A Prize of Gold) är en brittisk långfilm från 1955 i regi av Mark Robson, med Richard Widmark, Mai Zetterling, Nigel Patrick och George Cole i rollerna.

## Handling
Sergeanten Joe Lawrence (Richard Widmark) är stationerad i Berlin efter slutet på andra världskriget. Han förälskar sig i flyktingen Maria (Mai Zetterling).
Maria försöker samla ihop pengar för att flytta en grupp tyska föräldralösa barn till Sydamerika för att starta ett nytt liv. Joe vill hjälpa till och med sin brittiska kompis Sergeant Roger Morris (George Cole) och f.d. RAF-piloten Brian Hammell (Nigel Patrick) planerar Joe ett djärvt rån. En förmögenhet i nyligen upptäckta guldtackor ska föras från England till Tyskland via ett militärplan och trion planerar att kapa planet.
Trots att rånet genomförs utan större problem börjar de tre rånarna komma på andra tankar om vad de ska göra med bytet.

## Rollista
| Richard Widmark | – Sergeant Joe Lawrence |
| Mai Zetterling  | – Maria                 |
| Nigel Patrick   | – Brian Hammell         |
| George Cole     | – Sergeant Roger Morris |
| Donald Wolfit   | – Stratton              |
| Joseph Tomelty  | – Uncle Dan             |
| Andrew Ray      | – Conrad                |
| Karel Stepanek  | – Zachmann              |
| Robert Ayres    | – Tex                   |
| Eric Pohlmann   | – Fischer               |
| Olive Sloane    | – Mavis                 |
| Alan Gifford    | – Major Bracken         |
| Ivan Craig      | – Brittish Major        |
| Harry Towb      | – Benny                 |
| Leslie Linder   | – Pole                  |